# تطوير ألعاب الفيديو
تطوير ألعاب الفيديو هي عملية تطوير برمجيات يتم فيها تطوير لعبة فيديو. التطوير يتم من قبل مطور لعبة فيديو، والذي قد يكون شخصاً واحداً فقط إلى شركة ضخمة. الألعاب السائدة يتم تمويلها عادة من قبل ناشر أو عدة ناشطين وتستلزم أيامًا أو شهورًا أو أعوامًا للتطوير. الألعاب المستقلة يمكن أن تستغرق وقتا أقل ويمكن أن تنتج بثمن من طرف الأفراد والمطورين الصغار. صناعة الألعاب المستقلة عرفت ازدهارا واضحاً في هذه الأعوام مع نمو أنظمة التوزيعات الشبكية الجديدة وسوق ألعاب الهاتف المحمول.
الألعاب الإلكترونية الأولى تم تطويرها في عام 1960، ولكنها كانت تحتاج حواسيب ضخمة ولم تكن متاحة للعموم. تطوير الألعاب تجارياً بدأ في عام 1970 مع مجيء أولى أجهزة الألعاب الإلكترونية والحواسيب المنزلية. نظراً إلى التكاليف المنخفضة والقدرات المنخفضة للحواسيب آنذاك، كان مبرمج وحده يستطيع أن يطور لعبة كاملة. ولكن، عند مطلع القرن 21، ومع تزايد قدرة الحواسيب على معالجة البيانات وتصاعد توقعات المستهلك أصبح من المستحيل أن يقوم مطور واحد بإنتاج لعبة تناسب العصر. السعر المتوسط لإنتاج لعبة يتصاعد ببطء من ما بين $1م-4م (دولار أمريكي) في عام 2000 إلى حوالي 5م في 2006 إلى حوالي 20م في عام 2010.
عادة يتم تطوير الألعاب المعاصرة في المراحل. الأولى، في ما قبل الإنتاج، يتم كتابة الدرجات، النماذج الأولية، مستندات تصميم اللعبة. إذا تم الموافقة على الفكرة وتلقى المطور التمويل، يبدأ تطوير شامل. هذا غالبا ما يتضمن فريق 20-100 فرد بمسؤوليات مختلفة، مثل المصممين، الفنانين، المبرمجين، المجربين، وغيرها. يمر تطوير الألعاب بالمرحلة ألفا، ثم بيتا، إلى أن يتم في النهاية إصدار اللعبة. الألعاب المعاصرة يتم الإعلان عنها وتسويقها وعرضها في المعارض التجارية. رغم ذلك، العديد منها لا يعود بالربح.

## متطلبات تطوير الألعاب

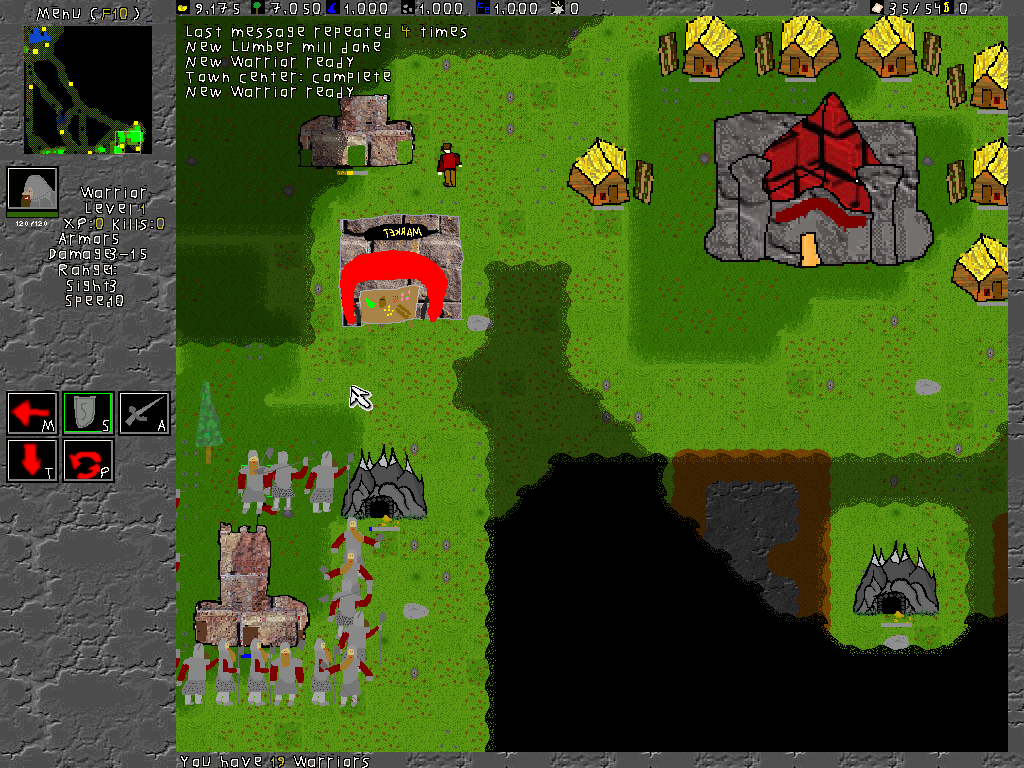
لعبة باتل أوف مانديكور بعد تطويرها من المبرمجين.

### يتطلب تطوير الألعاب غالباً
- المنتجون: للإشراف على المشروع.
- المصممون: ومهمتهم تصميم اللعبة وقواعدها وتركيبها.
- الفنانون: ومهمتهم رسم الفنون المرئية للشخصيات والخلفيات وغيرها.
- المبرمجون: وهم مهندسو البرمجيات الذين يستخدمون الأدوات المتاحة ولغات البرمجة لتحويل التصميمات إلى لعبة.
- مصممو المراحل: واختصاصهم تصميم المدن والمناطق والمراحل بالتفصيل.
- مهندسو الصوتيات والمؤلفون الموسيقيون: ومهمتهم ابتكار الموسيقى والتأثيرات الصوتية المناسبة للعبة.
- المختبرون: وهم مجموعة من اللاعبين الذين يفحصون اللعبة بالكامل قبل إطلاقها والتبليغ عن أي أخطاء برمجية أو غيرها.

تطوير الألعاب لا يشمل مرحلة ما بعد الانتهاء من برمجة اللعبة، حيث تقوم شركة أخرى بعمليات عديدة مثل التسويق والنشر والتوزيع والبيع. مع تطور الألعاب، أصبحت كلفة الإنتاج ما بين مليون إلى 20 مليون دولاراً أمريكي للعبة الواحدة اليوم
.

## تكاليف التطوير
تختلف تكاليف تطوير لعبة فيديو على نطاق واسع اعتمادًا على عدة عوامل بما في ذلك حجم الفريق ونوع اللعبة ونطاقها وعوامل أخرى مثل تكاليف ترخيص الملكية الفكرية. تتطلب معظم أجهزة ألعاب الفيديو أيضًا تكاليف ترخيص التطوير والتي تشمل مجموعة تطوير الألعاب لبناء البرامج واختبارها. تتضمن ميزانيات الألعاب عادةً أيضًا تكاليف التسويق والترويج، والتي يمكن أن تكون بنفس الترتيب من حيث التكلفة مثل ميزانية التطوير.
قبل تسعينيات القرن الماضي، كانت ميزانيات تطوير الألعاب، عند الإبلاغ عنها، عادةً في المتوسط 1–5 مليون دولار أمريكي، مع القيم المتطرفة المعروفة، مثل 20–25 مليون دولار أمريكي التي دفعتها أتاري لترخيص حقوق «إي تي ذا إكسترا ترستريال (لعبة فيديو)» بالإضافة إلى تكاليف التطوير. أدى اعتماد تقنيات مثل عرض الأجهزة ثلاثية الأبعاد وتكامل الأقراص المضغوطة بحلول منتصف التسعينيات، مما أتاح للألعاب بمزيد من الدقة المرئية مقارنة بالعناوين السابقة، إلى دفع المطورين والناشرين إلى وضع المزيد من الأموال في ميزانيات الألعاب لتجسيد السرد من خلال الأفلام القصيرة وفيديو كامل الحركة، وإنشاء بداية صناعة ألعاب الفيديو AAA. بعض من أغلى الألقاب التي تم تطويرها في هذا الوقت تقريبًا، والتي تقترب من التكاليف النموذجية لميزانيات إنتاج الصور المتحركة الرئيسية، بما في ذلك فاينل فانتازي 7 في عام 1997 بميزانية تقديرية 40−45 مليون دولار أمريكي، و شينمو في عام 1999 بميزانية تقدر بـ 47−70 مليون دولار أمريكي. فاينل فانتازي 7، بميزانيتها التسويقية، كانت التكلفة الإجمالية المقدرة لها 80−145 مليون دولار أمريكي.
قام راف كوستر، وهو مصمم ألعاب فيديو وخبير اقتصادي، بتقييم ميزانيات التطوير المنشورة (أقل من أي تسويق) لأكثر من 250 لعبة في عام 2017 وذكر أنه منذ منتصف التسعينيات، كان هناك نوع من قانون مور في ميزانيات الألعاب، بمتوسط الميزانية يتضاعف كل خمس سنوات تقريبًا بعد احتساب التضخم. أفاد كوستر أن متوسط الميزانيات كان حوالي 100 مليون دولار أمريكي بحلول عام 2017، وقد يصل إلى أكثر من 200 مليون دولار أمريكي بحلول أوائل عام 2020. يؤكد كوستر أن هذه الاتجاهات مرتبطة جزئيًا بقانون مور التكنولوجي الذي أعطى المزيد من القوة الحسابية للمطورين للعمل في ألعابهم، ولكنه يرتبط أيضًا بتوقعات المحتوى من اللاعبين في الألعاب الأحدث وعدد ألعاب اللاعبين المتوقع رسمها. أكد شون لايدن، الرئيس التنفيذي السابق لشركة سوني إنتراكتيف إنترتينمنت، أن تكاليف كل جيل من وحدات تحكم بلاي ستيشن تضاعفت تقريبًا، مع بلوغ متوسط ميزانيات ألعاب بلاي ستيشن 4 الي 100 مليون دولار أمريكي وتوقع وصول ألعاب بلاي ستيشن 5 إلى 200 مليون دولار أمريكي.
أدت التكاليف المتزايدة لميزانيات ألعاب AAA في أوائل العقد الأول من القرن الحادي والعشرين إلى تجنب الناشرين للمخاطرة، والبقاء في الألعاب التي كان من المرجح أن تكون ألعابًا عالية المبيعات لاسترداد تكاليفها. نتيجة لهذا النفور من المخاطرة، أصبح اختيار ألعاب AAA في منتصف العقد الأول من القرن الحادي والعشرين متشابهًا إلى حد ما، وأتاح الفرصة لـ لعبة مستقلة التي وفرت مفاهيم لعب تجريبية وفريدة من نوعها للتوسع في ذلك الوقت.